# Jr. TAG BATTLE OF GLORY
Jr. TAG BATTLE OF GLORY（ジュニア・タッグ・バトル・オブ・グローリー）は、全日本プロレスが開催するジュニアヘビー級選手によるタッグリーグ戦である。
2014年の新体制になってからはじめてのジュニアタッグリーグであり、シングルリーグであるJr. BATTLE OF GLORY同様、それまでのJUNIOR HYPER TAG LEAGUEとは時期を大幅にずらしている（以前が3月から4月であったのに対して第1回大会は10月）。

## 大会結果

### 2014年大会
参加5チーム
- ウルティモ・ドラゴン&金丸義信 6点 ※準優勝
- 青木篤志&佐藤光留 5点 ※優勝
- 石井慧介&高尾蒼馬 5点
- 土方隆司&SUSHI 4点
- 鈴木鼓太郎&中島洋平 0点

内容
優勝チームには、世界最強タッグ決定リーグ戦の出場権が与えられる。リーグ戦全試合終了後に、2位チームが同点で並び、急遽決勝進出決定戦が行われた。10月22日、後楽園ホール大会にて石井慧介&高尾蒼馬組を下して決勝戦に進出した青木篤志&佐藤光留組が決勝で金丸義信&ウルティモ・ドラゴン組にも勝利して初回大会優勝を果たすと同時に、世界最強タッグ出場の切符を手にした。

### 2015年大会
参加5チーム
- 青木篤志&佐藤光留 6点 ※優勝
- 宮本裕向&木高イサミ 5点 ※準優勝
- ウルティモ・ドラゴン&金丸義信 4点
- 鈴木鼓太郎&中島洋平 3点
- 南野タケシ&卍丸 2点

### 2016年大会
参加5チーム
- 青木篤志&佐藤光留 4点 ※優勝
- 青柳優馬&高尾蒼馬 5点 ※準優勝
- 南野タケシ&5代目ブラック・タイガー 4点
- 田村和宏&風戸大智 4点
- 岩本煌史&阿部史典 2点

### 2017年大会
参加5チーム
- 竹田誠志&丸山敦 6点 ※優勝
- 青木篤志&佐藤光留 4点 ※準優勝
- 鈴木鼓太郎&佐藤恵一 4点
- ブラック・タイガーⅦ&ブラック・スパイダーⅦ 4点
- 岩本煌史&岡田佑介 2点

### 2018年大会
参加7チーム
- 岩本煌史&TAJIRI 8点 ※優勝
- 丸山敦&竹田誠志 6点
- 青木篤志&佐藤光留 6点 ※準優勝
- 梶トマト&旭志織 6点
- 近藤修司&鈴木鼓太郎 6点
- 望月成晃&シュン・スカイウォーカー 6点
- ブラックめんそーれ&ブラック・タイガーⅦ 4点

内容
例年10月に開催されていたリーグ戦を8月に繰り上げて行われる今大会は大会最多の7チームが参加。近藤はDRAGON GATE退団以来、望月と14年ぶりに対戦。ブラック・タイガーⅦのパートナーとして発表されていた中島が出場をボイコットし、代わりに「ブラックめんそーれ」なるマスクマンが出場した。リーグ戦は4チームが6点で並び最終日を迎えたが、最後の公式戦で岩本組が青木組を下し優勝した。

### 2019年大会
参加6チーム
- 佐藤光留&岡田佑介 6点 ※優勝
- 岩本煌史&佐藤恵一 4点
- 丸山敦&ブラックめんそーれ 5点
- フランシスコ・アキラ&大森北斗 3点
- ツトム・オースギ&バナナ千賀 5点
- Kagetora&ヨースケ♡サンタマリア 7点 ※準優勝

内容
当初は青木篤志&佐藤光留と岡田佑介&フランシスコ・アキラがエントリーされていたが、同年6月3日に青木が急逝。後日、岡田がエボリューションによるタッグでの参加を訴え、急きょ組合せが変更された。

### 2020年大会
参加8チーム
- 佐藤光留&田村男児 ※優勝
- 岩本煌史&阿部史典
- ブラックめんそーれ&SUSHI
- フランシスコ・アキラ&植木嵩行
- 大森北斗&児玉裕輔
- 青柳亮生&ライジングHAYATO ※準優勝
- イザナギ&竹田誠志
- 飯塚優&井土徹也

ルール
ワンデートーナメントで開催。1回戦・準決勝は10分1本勝負、2カウントルール。場外カウントは廃止し、場外へ出た時点で反則カウントを行う。時間切れ引き分けの場合、チームの合計体重の軽い方が勝ち。合計体重が同じだった場合、合計キャリアの短いチームが勝ち。決勝戦は時間無制限1本勝負、3カウントルール。
内容
コロナ禍による影響を受け開催が見送られた2020年大会を、佐藤光留が主催・全日本プロレス共催の形式で開催。なお、当初は岡田佑介が植木と組み出場予定だったが、岡田が年内での全日本プロレス退団を表明したため、主催者判断で出場を見送り、かわりにアキラが起用された。
ブラックめんそーれ&SUSHIのベテランチーム、「陣 JIN」岩本&阿部を破った青柳&HAYATOと、飯塚&井土、「Enfants Terribles」大森&児玉を破った佐藤&田村が決勝戦に進出。30分を超える熱戦の末、田村がHAYATOを降し優勝した。

### 2021年大会
参加8チーム
- 佐藤光留&田村男児 ※準優勝
- イザナギ&竹田誠志
- 大森北斗&児玉裕輔 ※優勝
- 青柳亮生&飯塚優
- ブラックめんそーれ&大和ヒロシ
- 植木嵩行&立花誠吾
- SUGI&RAICHO
- 中野貴人&神野聖人

ルール
昨年に続きワンデートーナメントで開催されたが、ルールはPWFルールに則り、全試合が時間無制限1本勝負で行われた。
内容
昨年優勝チームの佐藤&田村と、「TOTAL ECLIPSE」になった大森&児玉が決勝戦に進出。北斗が田村を降し、あすなろ杯の借りを返すと共に優勝を飾った。

### 2023年大会
参加5チーム
- 土井成樹&谷嵜なおき 4点
- 青柳亮生&ライジングHAYATO 5点 ※準優勝
- 佐藤光留&田村男児 4点
- 井上凌&椎葉おうじ 2点
- 石田凱士&鈴木鼓太郎 5点 ※優勝

ルール
チャンピオン・カーニバルと同時開催。公式リーグ戦は全てPWFルールによる15分1本勝負で、勝ち2点、負け0点、時間切れ引き分け1点、両者反則・両者リングアウト・無効試合は0点となる。
内容
世界ジュニア王者となった土井の提唱で実施。リーグ戦形式は2019年大会以来4年ぶり。
勝ち点5で亮生&HAYATO組と石田&鼓太郎組が並び、5月4日後楽園ホール大会のメインイベント時間無制限1本勝負で優勝決定戦が行われ、石田がHAYATOを降し優勝した。